# Font del Collet
La Font del Collet és una surgència del terme municipal de Monistrol de Calders, al Moianès.
Està situada a 433 metres d'altitud, a la riba esquerra de la Golarda, al nord del poble, a llevant de la carretera B-124 al Pont del Collet, i al sud-est dels Horts dels Pins. És a l'extrem de llevant del Camp de les Garses.